# Aiguá
Aiguá es una ciudad uruguaya del departamento de Maldonado. Es sede del municipio homónimo.

## Ubicación
La ciudad se encuentra localizada al norte del departamento de Maldonado, a orillas del arroyo homónimo y en la intersección de las rutas nacionales 13, 39 y 109. Dista 90 km de la capital departamental Maldonado, por la ruta 39, y 178 km de Montevideo por las rutas 13 y 8. La ciudad se ubica en un valle rodeado de serranías. En la Sierra Carapé, se destacan el Cerro del Pororó y la gruta de la Salamanca.
Dentro del Municipio de Aiguá está ubicado el punto más alto de Uruguay, el Cerro Catedral, con 513,66 metros de altitud.

## Toponimia
El nombre viene del guaraní Aiguá, que significa "agua que corre".
O Var. Aleiguá, de araí, "nubes", "cielo nublado", y gua, "lugar". O de aí breña, y guá, "procedencia".

## Historia
Las tierras que hoy ocupa la ciudad de Aiguá, pasaron a pertenecer por disposición real
a don Jerónimo Muniz, en el año 1774. Su nieta Margarita Muniz, heredó estas tierras, y el 21 de noviembre de 1892 donó los terrenos necesarios para la instalación y fundación de un pueblo bajo la advocación de San Antonio, junto al arroyo que le da su nombre.
El 9 de mayo de 1906, Aiguá fue reconocido oficialmente como pueblo por Ley 3.027, mientras que el 4 de enero de 1956 recibió por Ley 12.265 la categoría de ciudad.

## Población
Su población, de acuerdo a los datos del censo de 2023, era de 2742 habitantes.
| 4763           | 2715 | 2470 | 2362 | 2567 | 2676 | 2465 | 2742 |
| (Fuente: INE ) |      |      |      |      |      |      |      |